# American Apparel

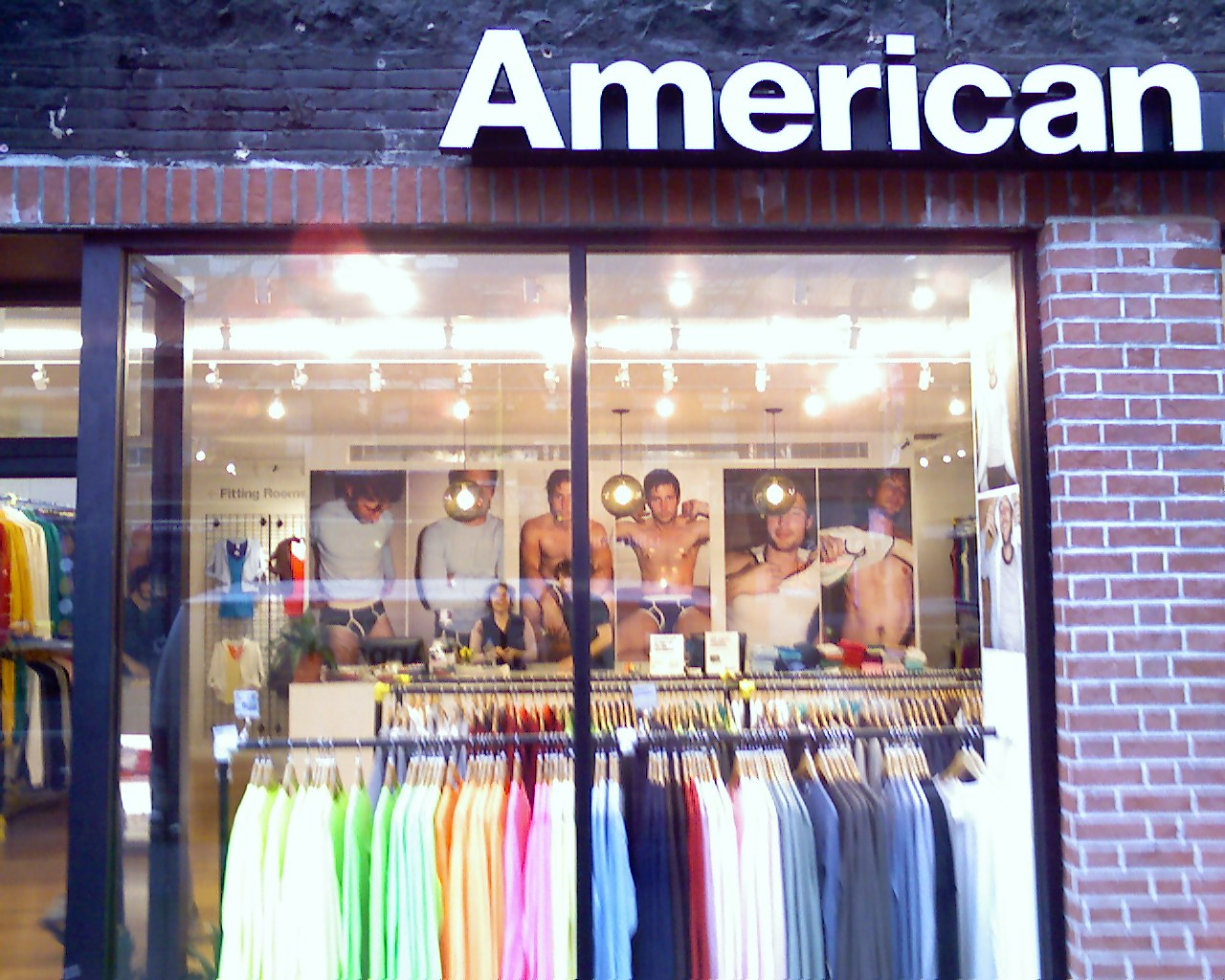
Devanture d'un magasin American Apparel.

American Apparel est une société américaine de confection basée à Los Angeles, en Californie, aux États-Unis. Elle a été fondée en 1989 à Montréal mais s'est développée en Californie. Elle est revendue en 2017 au canadien Gildan après maintes péripéties financières désastreuses.

## Histoire
En 2006, l'entreprise a été classée 308e de la liste annuelle des 500 entreprises américaines en plus forte croissance d'Inc. Magazine, avec 440 % de croissance en trois ans et des bénéfices pour 2005 supérieurs à 211 million de dollars.
En 2008, The Guardian les considère comme la marque de l'année.
En juillet 2012, l'entreprise rachète l'entreprise californienne Warriors Of Radness.
Lorsque Paula Schneider reprend la tête de l'entreprise en janvier 2015, elle doit la sauver de la faillite engendrée par son fondateur Dov Charney. Elle souligne les problèmes « de trésorerie et de gestion ». vers la fin de la même année, American Apparel se place en redressement judiciaire sous le chapitre 11 de la loi fédérale sur les faillites, dans le but de réduire son endettement de 300 millions de dollars à 135 millions de dollars, en transformant cette dette en action de l'entreprise, après plusieurs années sans bénéfice. Après un second redressement, croulant sous une dette de 177 millions de dollars, la marque est revendue pour une somme modique au canadien Gildan qui souhaite avec celle-ci monter en gamme,.

## Politique environnementale et engagements civils
La marque fonctionne en intégration verticale, elle a la particularité de fabriquer tous ses produits dans son usine de Los Angeles. Ses vêtements sont d'ailleurs tous étiquetés « Made in downtown Los Angeles ». 
Environ 20 % du coton utilisé par American Apparel est d'origine bio. Dans un délai de quatre ans, cette proportion devrait passer à 80 %. 
L'entreprise recycle ses propres déchets, et notamment la totalité des chutes de tissus récupérées dans ses ateliers. 
American Apparel a aussi installé sur le toit de son usine de la banlieue de Los Angeles un capteur solaire de 146 kW pour permettre la réduction de sa facture d'électricité de 20 %.
American Apparel s'engage auprès des immigrés aux USA avec l'association Legalize LA, ainsi que pour la défense des droits des homosexuels avec l'association Legalize Gay,.

## Polémiques
American Apparel a été au cœur de nombreuses polémiques, certaines ciblant son marketing publicitaire provocant. En effet, la marque présente régulièrement des photographies de mannequins plus ou moins dénudés et fait à l'occasion poser des actrices pornographiques telles que Lauren Phoenix, Charlotte Stokely, Sasha Grey ou Faye Reagan.
En 2014, American Apparel a été accusé de pédopornographie pour sa campagne publicitaire « Back to school ».
Le PDG de la marque Dov Charney a été accusé d'agressions sexuelles. Il a été renvoyé en 2014 pour « faute présumée ». En deux ans, l'entreprise dépense 40 millions de dollars de frais d'avocats pour répondre aux accusations de harcèlement sexuel qui visent son fondateur. D'autres accusent une politique dégradante et discriminatoire de la marque.
L'entreprise a financé la croix rouge américaine, après les dégâts causés par l'Ouragan Katrina, et les concerts rock country Farm Aid, pour venir en aide aux fermiers ruinés. Cependant, l'entreprise est au cœur d'une polémique à la suite d'une campagne de publicité concernant l'ouragan Sandy en 2012. Elle annonçait alors une promotion avec le slogan « In case you're bored during the storm ».
En 2007, Woody Allen porte plainte contre American Apparel à propos des affiches publicitaires qui parodient le film Annie Hall. L'affiche visait ironiquement la vie personnelle de Woody Allen, marié à la fille adoptive Soon-Yi Previn de son ex-compagne Mia Farrow. En mai 2009, l'assurance de la société verse la somme de 5 millions de dollars à Woody Allen.

## Postérité
Un documentaire revient sur le succès et la chute d'American Apparel, Chaos d'anthologie : le culte d'American Apparel, est produit par Netflix et diffusé en 2025. Il décrit le système mis en place par le management de Charney et contient des extraits des dépositions des femmes se disant victimes d'agressions sexuelles du PDG.